# Barrio San Antonio, delstaten Mexiko
Barrio San Antonio är en ort i Mexiko, tillhörande kommunen Axapusco i delstaten Mexiko, i den centrala delen av landet. Orten hade 559 invånare vid folkräkningen 2010.